# Bumper (Rakete)

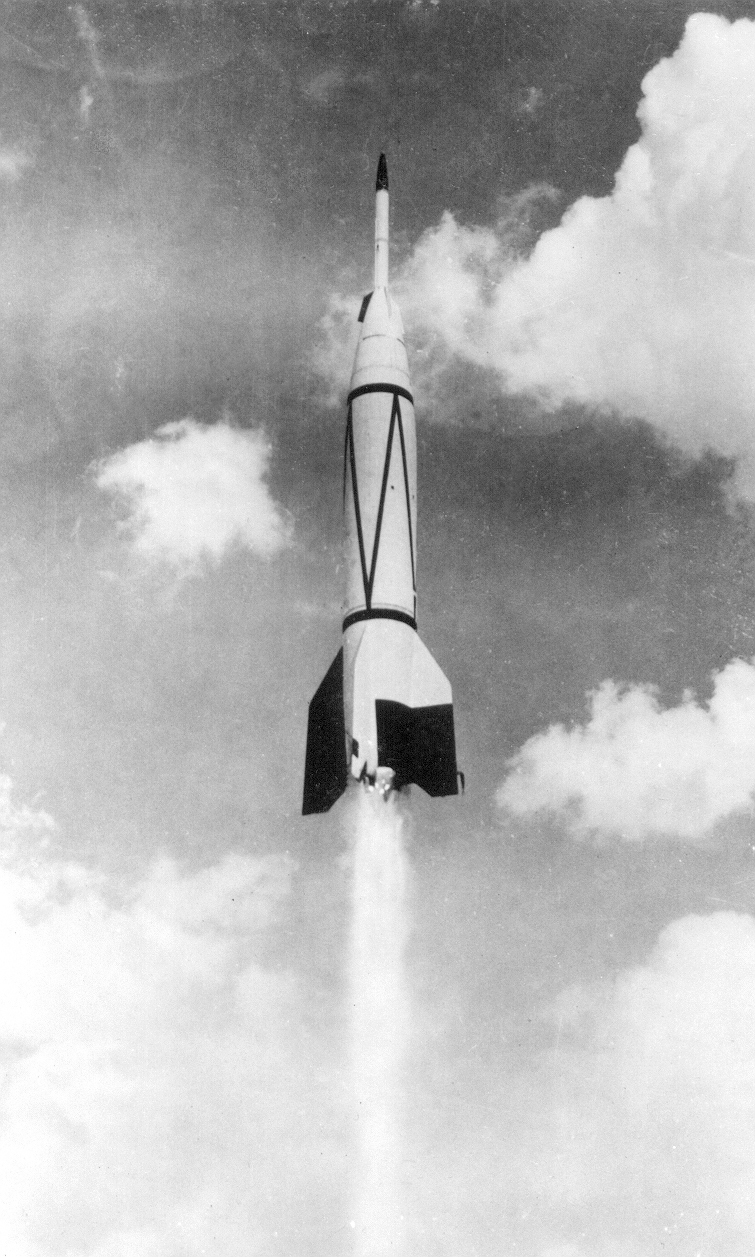
Start einer Bumper-Rakete

Bumper (auch RTV-G-4 genannt) ist die Bezeichnung einer A4-Rakete mit aufgesetzter WAC-Corporal-Rakete. Sie wurde am 24. Februar 1949 erstmals erfolgreich gestartet. Ihre Gipfelhöhe betrug 400 km.
Bei der Bumper handelte es sich um die erste mehrstufige Rakete mit flüssigen Treibstoffen. Die erste Stufe war eine modifizierte A4-Rakete, die gegen Ende des Zweiten Weltkrieges in Deutschland erbeutet wurde, während die zweite Stufe eine modifizierte Version der amerikanischen WAC-Rakete war. Insgesamt wurde die Bumper sechsmal von der White Sands Missile Range und zweimal von Cape Canaveral aus gestartet. Von den acht Versuchen gelangen allerdings nur drei. Dabei wurden sowohl Höhen- als auch Geschwindigkeitsrekorde aufgestellt:
- 24. Februar 1949: Höhenrekord: 403 km
- 29. Juli 1950: Geschwindigkeitsrekord: 5260 km/h

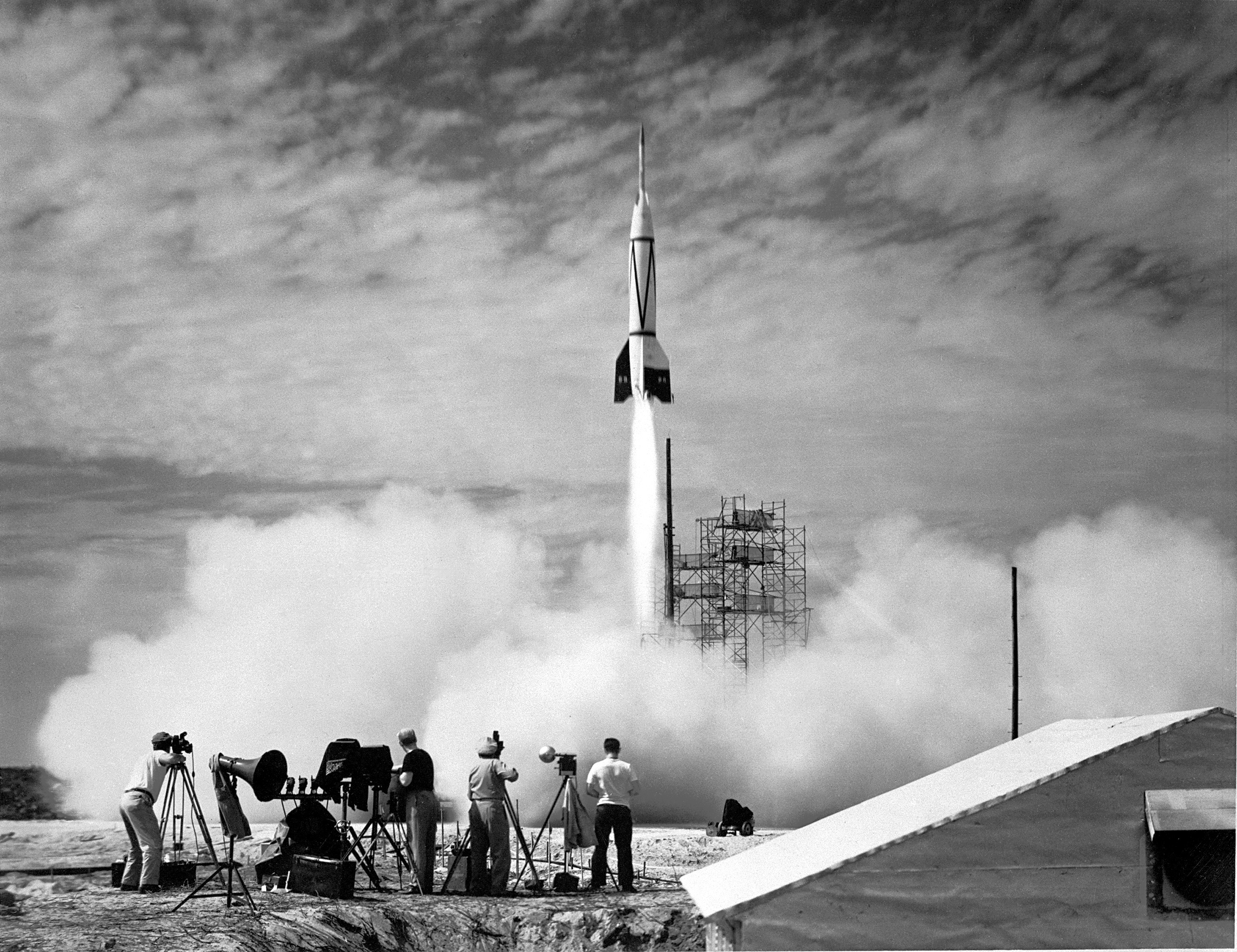
Start von Bumper 8

## Flüge der Bumper-Rakete
| Raketennummer | Startdatum         | Startplatz     | Pad    | Maximale Höhe | Bemerkung                                                                    |
| 1948          |                    |                |        |               |                                                                              |
| Bumper 1      | 13. Mai 1948       | White Sands    | Pad 33 | 127,3 km      | Vorzeitiger Brennschluss der WAC-Rakete                                      |
| Bumper 2      | 19. August 1948    | White Sands    | Pad 33 | 13,4 km       | Versagen der ersten Stufe aufgrund der Unterbrechung des Treibstoffzuflusses |
| Bumper 3      | 30. September 1948 | White Sands    | Pad 33 | 150,3 km      | Versagen der WAC-Rakete                                                      |
| Bumper 4      | 1. November 1948   | White Sands    | Pad 33 | 4,8 km        | Explosion im Heck der A4                                                     |
| 1949          |                    |                |        |               |                                                                              |
| Bumper 5      | 24. Februar 1949   | White Sands    | Pad 33 | 403 km        | Erster erfolgreicher Flug, Stufentrennung in 35 km Höhe                      |
| Bumper 6      | 21. April 1949     | White Sands    | Pad 33 | 49,9 km       | Vorzeitiger Brennschluss der A4, keine Zündung der WAC-Rakete                |
| 1950          |                    |                |        |               |                                                                              |
| Bumper 8      | 24. Juli 1950      | Cape Canaveral | Pad 3  | 16,1 km       | Weitstreckenflug über 320 km, erster Raketenstart von Cape Canaveral aus     |
| Bumper 7      | 29. Juli 1950      | Cape Canaveral |        | 16,1 km       | Weitstreckenflug über 320 km                                                 |